# Nik Omladič
Nik Omladič (Celje, 21 agosto 1989) è un calciatore sloveno, centrocampista del Koper.